# Francesco I Ordelaffi
Francesco I Ordelaffi detto Cecco I (... – 1331) fu signore di Forlì dal 1315 alla morte, appartenente alla dinastia degli Ordelaffi.

## Biografia
Figlio di Teobaldo Ordelaffi e fratello di Scarpetta ebbe il difficile compito di consolidare il dominio della famiglia Ordelaffi sulla città di Forlì, opera nella quale proseguì la linea familiare di appoggio alla fazione ghibellina.
Secondo alcune fonti, ospitò Dante Alighieri nel 1316, a Forlì per la terza volta, dopo i periodi del 1302-1303 e del 1310-1311, ai tempi di Scarpetta.
Nel 1323, appoggiò il ghibellino signore di Arezzo Guido Tarlati nella conquista di Città di Castello.
Del resto, sia gli Ordelaffi e la città di Forlì sia i Tarlati e la città di Arezzo avevano preso parte ad una lega ghibellina insieme a Osimo, Cagli, Urbino, San Marino, i conti di Montefeltro, il conte di Ghiaggiòlo e i Faggiolani. Alla opposta lega, la guelfa, aderivano, invece: i Malatesta di Rimini, e le città di Cesena, Faenza, Fossombrone e Pesaro.
Gli succedette il nipote Francesco II Ordelaffi.